# Хуисурез (Њамц)
Хуисурез (рум. Huisurez) насеље је у Румунији у округу Њамц у општини Дамук. Oпштина се налази на надморској висини од 817 m.

## Становништво
Према подацима из 2002. године у насељу је живело 772 становника, од којих су сви румунске националности.